# Valentin Piticariu
Valentin Piticariu (ur. 20 listopada 1984 w Vatra-Dornei) – rumuński wioślarz.

## Osiągnięcia
- Mistrzostwa Świata U-23 – Amsterdam 2005 – ósemka – 1. miejsce[1].
- Mistrzostwa Świata – Gifu 2005 – ósemka – 12. miejsce[1].
- Mistrzostwa Świata U-23 – Hazewinkel 2006 – czwórka podwójna – 2. miejsce[1].
- Mistrzostwa Świata – Eton 2006 – czwórka podwójna – 12. miejsce[1].
- Mistrzostwa Europy – Poznań 2007 – czwórka bez sternika – 11. miejsce[1].